# 保安宮騎虎王廟
23°33′11″N 120°25′46″E / 23.553108°N 120.429565°E
保安宮騎虎王廟，簡稱騎虎王廟，是位於臺灣嘉義縣民雄鄉中樂村的廟宇，恭奉五尊騎虎造型的神像。

## 沿革
相傳清乾隆廿七年（1762年），一名福州人攜五尊騎虎造型的神像來南路厝庄（今中樂村文化路）。庄民頂禮膜拜，而後在現址起廟恭拜。廟埕種有四棵老榕樹，相傳是當初建廟的「四點金」即法師點選的範圍。此廟與過溝仔震安宮齊名，有「打貓騎虎王」之稱。對於主祀騎虎尊王其造型的由來，廟方並無記載、無從查考。騎虎尊王暨李府千歲聖誕千秋的農曆四月二十五到二十六日，舉行祈安出巡遶境及祝壽大典。
1906年梅山地震震毀後改建。當時打貓街的騎虎王廟、慶誠宮皆塌，慶成宮信徒乃將媽祖神像奉祀於先重建好的騎虎王廟內。1936年，廟名曾改為「保安宮」。1984年籌資原址改建。1997年，廟方正式改制為財團法人，廟名為「保安宮騎虎王廟」，並增設文昌帝君殿、三山國王殿等。
民雄文教基金會在2000年於此廟廣場成立文物工作室，廟內放有地契、買賣契約等文物。廟內櫥窗也收藏民雄義消退休小隊長林榮文所贈與、刻有李府千歲、騎虎尊王、三元帥的符令印版，為廟方重要文物之一。也有林榮文捐出刻有「麒麟到此」的古石碑。

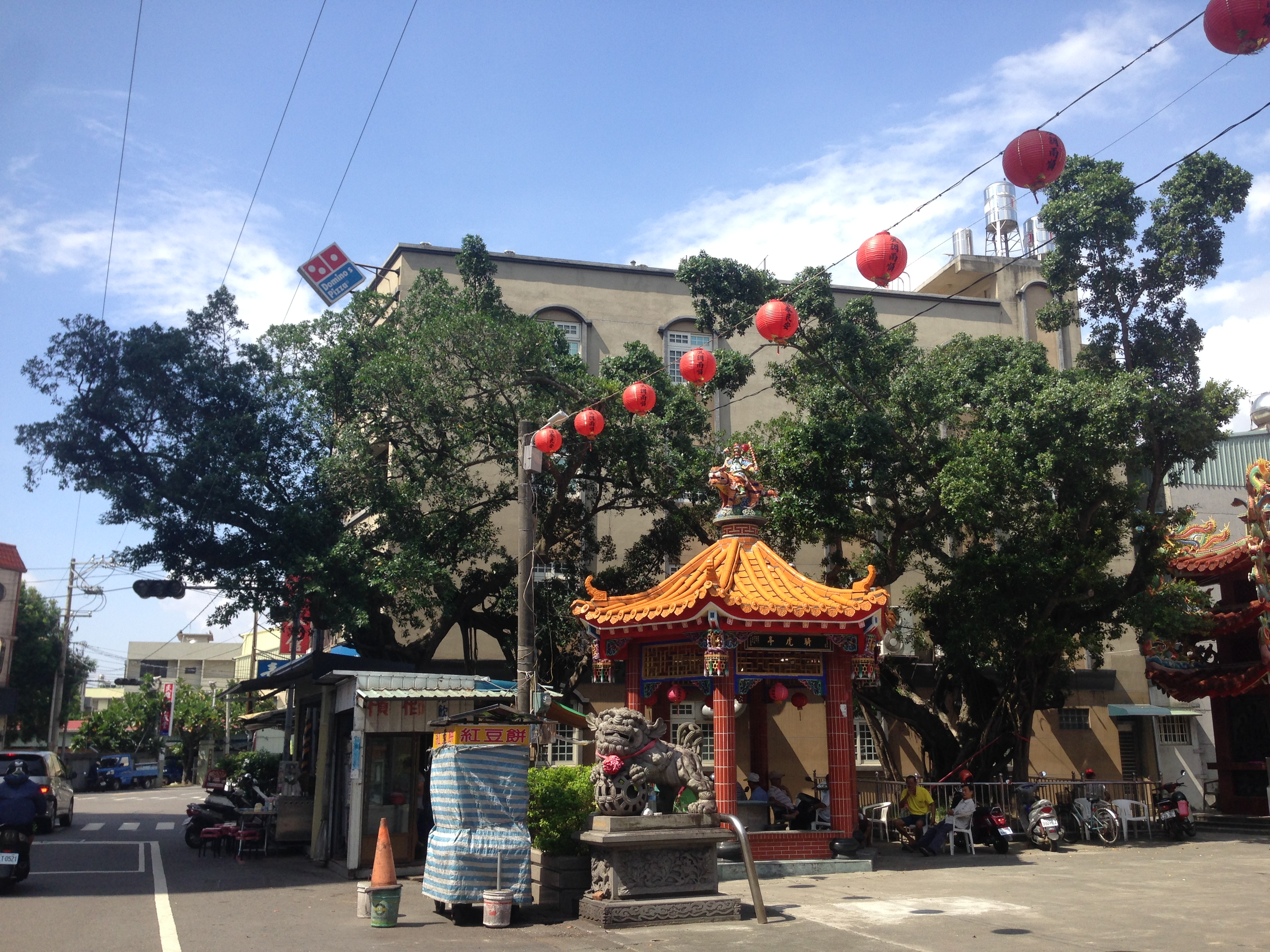
廟前的紅豆餅攤，因女攤商張幼青用紅豆餅鼓勵學童考滿分，而上過新聞[8]。
榕樹傳說是早年是由騎虎王廟乩童指定而種[3]。
門牌為民雄鄉中樂村文化路37號。
神像

## 事故
1961年7月9日，民雄車站南端平交道發生嘉義客運與南下柴油特快車互撞，有四十八死亡。是2005年報導時，警方認為可能是台灣戰後時期台灣災難死亡人數最多的交通事故。
嘉義客運客車出事約一分鐘前在騎虎王廟前停車載人，五位客人只擠上三人。無法上車的客人當時曾咀咒車掌不通人情，一分鐘後車子出事，才知死裡逃生，欣慶萬幸。